# Дистильована вода

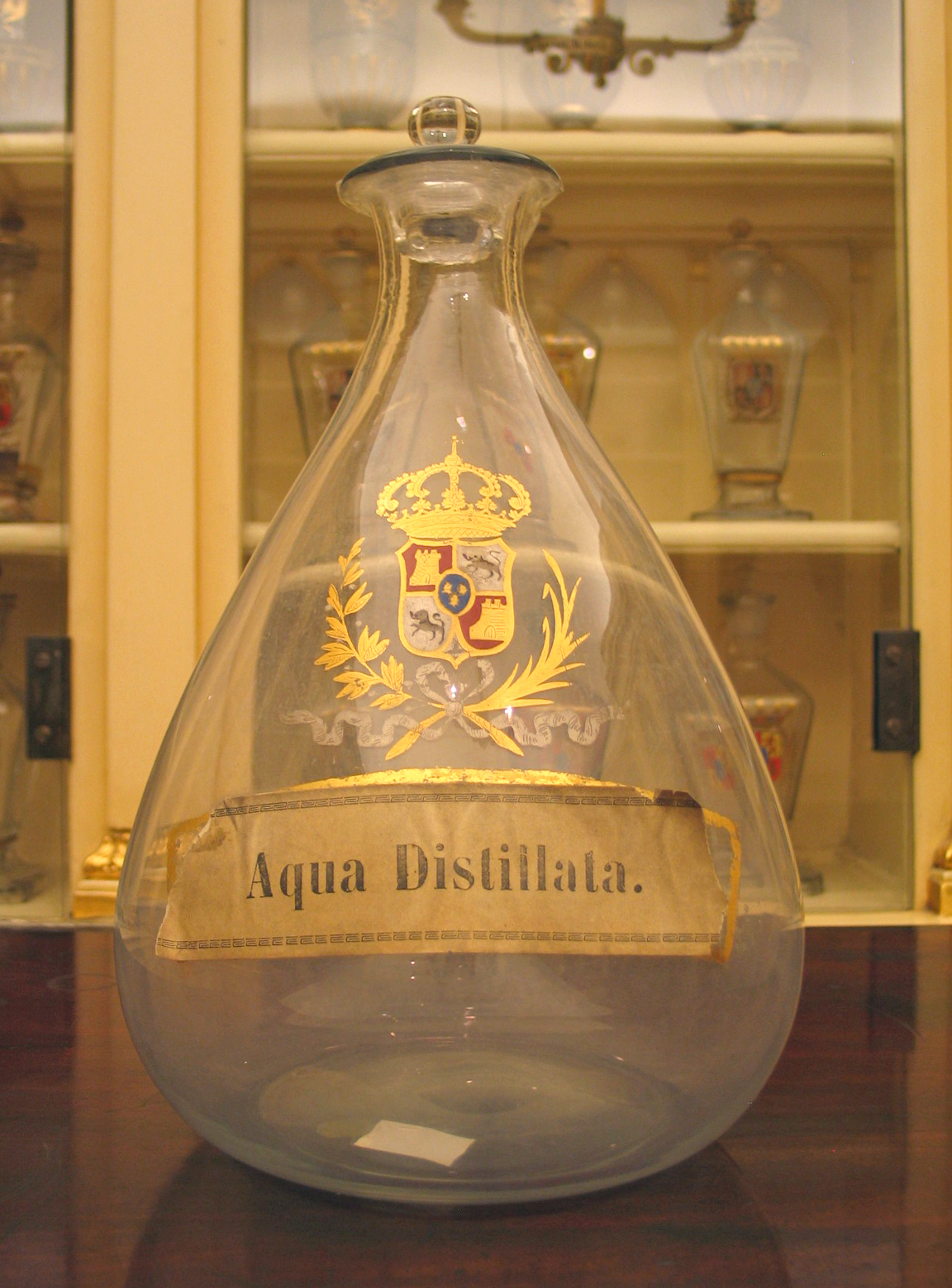

Дистильована вода — очищена вода, практично не містить домішок (окрім летких) та сторонніх іонів. Отримують перегонкою в спеціальних апаратах — дистиляторах.
Не проводить електричний струм

## Характеристики

### Хімічні
Дистильована вода є водою з хімічної точки зору. 

### Фізичні
Питома електропровідність дистильованої води, як правило, менше 5 мкСм/см. При необхідності використання чистішої води використовують деіонізовану воду. Питома електропровідність деіонізованої води може бути менше 0,05 мкСм/см.

## Особливості
Будучи дуже чистою, за відсутності сторонніх твердих включень, дистильована вода може бути перегріта вище точки кипіння, або переохолоджена нижче точки замерзання без здійснення фазового переходу. Фазовий перехід інтенсивно відбувається при введенні механічних домішок або струшуванні.

## Використання
Дистильовану воду використовують в лабораторіях при роботі з речовинами особливої чистоти, в практиці — для коригування щільності електроліта, безпечної експлуатації акумулятора, промивання системи охолодження, розведення концентратів охолоджуючих рідин і для інших побутових потреб. Наприклад, додавання до парової праски повністю виключає появу накипу, для коригування температури замерзання склоомиваючої рідини і при кольоровому фотодруці.

### Характеристики
Близькі до хімічно чистої води.

### Отримання
Перегонкою дистильованої води в кварцовому апараті — бідистиляторі.

### Використання
При роботі з речовинами особливої чистоти.

### Подальше очищення
Для подальшого очищення дистильовану воду переганяють ще раз і отримують Бідистилят — двічі перегнана вода.
Для подальшого очищення (від летючих органічних домішок) бідистилят опромінюють гамма-випромінюванням. Після опромінення для видалення продуктів радіолізу (в першу чергу вуглекислого газу) воду ще продувають очищеним аргоном.